# Daszewo
Daszewo (deutsch Dassow) ist ein Dorf in der Woiwodschaft Westpommern in Polen. Das Dorf gehört zur Gmina Karlino (Stadt- und Landgemeinde Körlin) im Powiat Białogardzki (Belgarder Kreis).

## Geographische Lage
Das Dorf liegt in Hinterpommern, etwa 115 km nordöstlich von Stettin und etwa 24 km südöstlich von Kolberg.
Die nächsten Nachbarorte sind im Nordwesten Syrkowice (Zürkow), im Nordosten Mierzyn (Neu Marrin), im Südosten Witolub (Hühnerheide) und im Südwesten Lubiechowo (Lübchow). Westlich des Ortes verlaufen in Nord-Süd-Richtung die Bahnstrecke Szczecinek–Kołobrzeg (Bahnstrecke Neustettin–Kolberg) und die Woiwodschaftsstraße 163, deren Verlauf der früheren Reichsstraße 124 entspricht. An der Woiwodschaftsstraße liegt der Wohnplatz Brzeźno (Hoppekathen).

## Geschichte
Das Dorf wird erstmals 1276 unter dem Namen „Darsowe“ in einer Urkunde erwähnt, mit der der Camminer Bischof Hermann von Gleichen der Kolberger Domkirche ihre Einkünfte bestätigte. Gegen Ende des Mittelalters gehörte das Dorf dann den Bischöfen von Cammin selbst. Später kam es zum Amt Körlin, in dem der Grundbesitz des Landesherrn in der Umgebung von Körlin zusammengefasst war. Aus dem Jahre 1594 ist überliefert, dass Grenzstreitigkeiten mit der Stadt Körlin gütlich beigelegt wurden. Auf der Großen Lubinschen Karte des Herzogtums Pommern von 1618 ist das Dorf als „Daßow“ eingetragen.
In Ludwig Wilhelm Brüggemanns Ausführlicher Beschreibung des gegenwärtigen Zustandes des Königlich-Preußischen Herzogtums Vor- und Hinterpommern (1784) ist Dassow unter den Dörfern des Amtes Körlin aufgeführt. Damals gab es in Dassow 14 Bauernstellen, darunter den Schulzen, sechs Kossätenstellen, von denen aber eine auf zwei der Bauernstellen verteilt war, und sieben Büdner, insgesamt 27 Haushaltungen („Feuerstellen“).
Im 19. Jahrhundert wurden im Rahmen der Separation zahlreiche Abbauten in der Feldmark von Dassow angelegt. So war um 1860 die Hälfte der Familien in der Feldmark angesessen. Zwei in der Feldmark angelegte Gruppen von Abbauten erhielten besondere Ortsnamen: Eine Gruppe von neun an der Landstraße nach Alt Marrin angelegten Einzelhöfen wurde Ausbau Alt Marrin genannt, eine Gruppe von vier Ausbauten an der Chaussee nach Kolberg wurde Hoppekathen genannt. Ferner wurde 1844 eine Windmühle gebaut, wodurch der Wohnplatz Dassower Mühle entstand. 1859 wurde die Bahnstrecke Körlin–Kolberg eröffnet, an der ein Haltepunkt „Dassow“ eingerichtet wurde.
In Dassow hatte sich, begünstigt durch den Charakter als Bauerndorf ohne adligen Gutsbetrieb, viel pommersches Brauchtum erhalten. Sagen, Redewendungen und Schwänke wurden überliefert.

„Dassow was so, is so u blift so.

Dassow ist ein schönes Dorf, liefert Körlin schönen Torf.

Die Dassower werden mit ihrem Kuckuck verspottet. Man sagt von ihnen: Die Dassowschen müssen sich ihren Kuckuck allein ausbrüten.“

Bis 1945 bildete Dassow eine Landgemeinde im Landkreis Kolberg-Körlin in der preußischen Provinz Pommern. Zuletzt wurden neben Dassow keine weiteren Wohnplätze amtlich geführt.
1945 kam Dassow, wie ganz Hinterpommern, an Polen. Die Bevölkerung wurde vertrieben und durch Polen ersetzt. Der Ortsname wurde zu „Daszewo“ polonisiert.
Ende Dezember 1980 wurde südlich des Ortes Erdöl gefunden und die Erdölförderung aufgenommen.
Das Dorf gehört heute zur Gmina Karlino (Stadt- und Landgemeinde Körlin), in der es ein eigenes Schulzenamt bildet, zu dem auch der Wohnplatz Brzeźno (Hoppekathen) gehört.

## Entwicklung der Einwohnerzahlen
- 1816: 234 Einwohner[4]
- 1855: 507 Einwohner[4]
- 1864: 605 Einwohner[4]
- 1895: 496 Einwohner[4]
- 1919: 472 Einwohner[4]
- 1925: 458 Einwohner[4]
- 1933: 452 Einwohner[4]
- 1939: 421 Einwohner[4]